# Нафта и људи
Нафта и људи је југословенски кратки документарни филм из 1960. године. Ово је први филм који је реализовала новоуспостављена филмска кућа Сутјеска филм из Сарајева.

## Синопсис
Од мале рафинерије, која је у току 2 светског рата била скоро уништена, изграђена је савремени објекат код Босанског Брода. У документарцу се говори које све нафтне деривате рафинерија производи и о перспективи њеног развоја у освајању нових производа у области петрохемије.